# Młoty (powiat wołowski)
Młoty – wieś w Polsce położona w województwie dolnośląskim, w powiecie wołowskim, w gminie Wińsko.
Do 2023 r. miejscowość była przysiółkiem wsi Krzelów.
Wchodzi w skład sołectwa Krzelów.
W latach 1975–1998 przysiółek administracyjnie należał do województwa wrocławskiego.